# الحركة المسيحية المناهضة للطائفة
حركة المقاومة المسيحية أو الحركة المسيحية المناهضة للطائفة هي حركة اجتماعية بين بعض المحتجين الإنجيليين والمتعصبين والمؤسسات المسيحية الأخرى والنشطاء المستقلين الذين يعارضون الطوائف الدينية ومن يمجدون الطائفة.

## نظرة شاملة
تنبع حركة المقاومة المسيحية أساسًا من الإنجيلية أو التعصب الديني، وتؤكد هذه الحركة أن بعض الطوائف المسيحية خاطئة لأن معتقداتها لا تتوافق مع تعاليم الكتاب المقدس.
تنص أيضًا على أنه يمكن اعتبار الجماعة الدينية «طائفة» إذا كانت معتقداتها تتضمن إنكار أي من التعاليم المسيحية الأساسية، مثل الخلاص والثالوث ويسوع شخصًا، وخدمة يسوع ومعجزاته وصلبه وبعثه والقدوم الثاني والنعيم.
غالبًا ما يهتم الكهنوت المناهِض بالطوائف الدينية التي تعد نفسها مسيحية لكن لديها معتقدات يُعتقد أنها تتعارض مع تعاليم الكتاب المقدس.
قد تشمل هذه الطوائف كنيسة يسوع المسيح لقديسي الأيام الأخيرة، وكنيسة التوحيد، والعلوم المسيحية، وشهود يهوه. ويصنف بعض المحتجين الكنيسة الكاثوليكية من الطوائف. ويدين البعض الأديان غير المسيحية مثل الإسلام والويكا والوثنية وجماعات العصر الجديد والبوذية والهندوسية وغيرها.
يُعبر الأدب المناهض عادة عن اهتمامات عقائدية أو لاهوتية محددة ولها أيضًا غرض إعلامي أو تبريري. يقدم الأدب دحضًا بتأكيد تعاليم الكتاب المقدس ضد معتقدات الطوائف المسيحية غير الأساسية. ويشدد كتاب الناشطين المناهضين المسيحيين أيضًا على ضرورة قيام المسيحيين بدورهم في إرشاد أتباع الطوائف. يتشارك بعض المسيحيين أيضًا الاهتمامات مع الحركة العلمانية المناهضة للطوائف.
تنشر الحركة وجهات نظرها من خلال مجموعة متنوعة من وسائل الإعلام، تتضمن الكتب والمجلات والنشرات الإخبارية والبث الإذاعي والأفلام المسموعة والمرئية، ومناشدات البريد المباشر، والمواجهات الإنجيلية الاستباقية، والمواقع الاحترافية والمهنية، إضافةً إلى سلسلة المحاضرات، وورش العمل التدريبية والمؤتمرات المناهضة للطوائف.

## التاريخ

### الأصول والدلائل
طبق المسيحيون معايير لاهوتية لتقييم تعاليم الحركات غير الأرثوذكسية طوال تاريخ الكنيسة. شارك الرسل أنفسهم في تحدي مذاهب وادعاءات المعلمين المختلفين. كتب الرسول بولس رسالة معادية لتعاليم الطائفة اليهودية التي ادعت الالتزام بتعاليم كل من يسوع وموسى. كرس الرسول يوحنا رسالته الأولى لمواجهة الطوائف الغنوصية المبكرة التي نشأت في القرن الأول، وكلها تدعي أنها «مسيحية».[بحاجة لمصدر]
كانت الكنيسة الأولى في فترة ما بعد الرسولية أكثر انخراطًا في الدفاع عن حدودها ضد سوتريولوجيات بديلة، بتحديد موقفها بمزيد من الدقة والإتقان، أو بمهاجمة الأديان الأخرى، خاصةً الألغاز الهلنستية. خُصص قدر كبير من الأدب المسيحي العصري الجديد للكشف عن اللاهوت غير التقليدي والأديان الغامضة والمجموعات الغنوصية ودحضها. كان أرينيوس وترتوليان وهبوليتس الروم من بين أعظم المفسرين المبكرين، إذ شاركوا في التحليلات النقدية للاهوت غير الأرثوذكسي والديانات الوثنية اليونانية الرومانية والمجموعات الغنوصية.
في التقاليد البروتستانتية، يمكن تتبع بعض الكتابات المبكرة التي تعارض الجماعات غير التقليدية مثل تعاليم سويدنبرغ، إلى جون ويسلي وألكسندر كامبل، ولاهوتيي برينستون مثل تشارلز هودج و ب.وارفيلد.
كان أول استخدام معروف لمصطلح «طائفة» لدى المُدافع البروتستانتي للدلالة على المجموعة مبتدعة من الطوائف المعادية في كتاب البدع المعادية للمسيحية 1898 بقلم أ.ه. بارينغتون.
طبّق المدافعون في أوائل القرن العشرين عمومًا كلمتي «بدعة» و«طوائف» على مجموعات مثل الكريستادلفيين، والمورمون، وشهود يهوه، والروحانيين الثيوصوفيين. وقد انعكس هذا في عدة فصول ساهمت في العمل متعدد المجلدات الصادر سنة 1915 «الأساسيات»، إذ انتقد المدافعون تعاليم تشارلز تاز راسل وماري بيكر إيدي والمورمون والروحانيين.

### مُدافع منتصف القرن العشرين
منذ أربعينيات القرن الماضي، كان نهج المسيحيين التقليديين هو تطبيق معنى الطائفة ليشمل الجماعات الدينية التي تستخدم الكتب المقدسة الأخرى بجانب الكتاب المقدس، أو لديهم تعاليم وممارسات تنحرف عن التعاليم والممارسات المسيحية التقليدية.
كان جان كاريل فان بالين (1890–1968)، أحد القساوسة البارزين في الكنيسة الإصلاحية المسيحية في أمريكا الشمالية، ومن أوائل المدافعين البارزين عن المسيحية المناهضة.

### والتر مارتن
تاريخيًا، كان والتر مارتن (1928–1989) من أهم الشخصيات البارزة في الحركة، وتضم كتبه العديدة عام 1955 «صعود الطوائف: دليل تمهيدي للطوائف غير المسيحية» و1965 «مملكة الطوائف: تحليل أنظمة الطائفة الرئيسية في العصر المسيحي الحالي»، الذي لا يزال مؤثرًا.
أصبح مشهوراً في الأوساط المسيحية المحافظة من خلال برنامج إذاعي «الرجل الجواب للكتاب المقدس»، الذي يستضيفه حاليًا هانك هانيجراف.
في صعود الطوائف، قدم مارتن التعريف التالي للطائفة:
«نقصد بالمذهبية التمسك بالمذاهب التي تتعارض بوضوح مع المسيحية الأرثوذكسية، التي تدعي التمييز بين تتبع أصلها إلى مصادر أرثوذكسية وبين كونها متوافقة مع تلك المصادر. باختصار، إن المذهبية هي أي انحراف كبير عن المسيحية الأرثوذكسية بالنسبة إلى المذاهب الأساسية للديانة المسيحية».
كما يوحي تعريف مارتن، تركز كهنوت المواجهة المناهضة على الجماعات غير الأصلية التي تدعي أنها مسيحية، لذلك كانت الأهداف الرئيسية هي كنيسة يسوع المسيح لقديسي الأيام الأخيرة أي «المورمون»، وشهود يهوه، والأرمسترونجيين، والعلم المسيحي وكنيسة التوحيد، إضافةً إلى مجموعات صغيرة مثل كنيسة سويدنبرغيا.
وقد أكد العديد من القساوسة المسيحيين المحافظين الآخرين -من بينهم جون أنكيربيرغ ونورمان جيزلر- موضوعات مشابهة لمارتين. ولعل الأهم من ذلك أن العديد من القادة المسيحيين المحافظين المعروفين وكذلك العديد من الرعاة المحافظين قد قبلوا تعريف مارتن للطائفة، وكذلك فهمه الطوائف التي أعطاها هذا التصنيف.
أوجز ديف برايز التعريف في الكلمات الآتية:
«الطائفة انحراف ديني. إنها عادات وتقاليد في عالم الدين تستدعي الإخلاص لوجهة نظر دينية، أو مُرشد متمركز في عقيدة خاطئة، إنها إلحاد مُدبر. قد تتخذ الطائفة أشكالًا عديدة لكنها في الأساس حركة طائفية تشوه أو تُحرف المُعتقد الأرثوذكسي إلى المرحلة التي تتحول فيها الحقيقة إلى كذبة، ومن المستحيل تعريف الطائفة إلا بخلاف المبدأ الأساسي لتعاليم الكتاب المقدس».

### مدونات التميز في الحكم
قال المدونون المميزون في الحكم إن كين سيلفا كان رائدًا في مجال التمييز على الإنترنت. كان كين قسًا معمدانيًا يدير مدونة. كتب سيلفا العديد من مقالات المدونات حول الكنيسة الناشئة، وكلمة الولاء، والمورمونية، وشهود يهوه، والحركة المسيحية المثلية، والعديد من المجموعات الأخرى. بدأ مدونته في 2005 وكتب هناك حتى وفاته 2014.
مهدت أعمال سيلفا الطريق لكهنة أخرين للتمييز على الإنترنت مثل (Pirate Christian Radio)، وهي مجموعة من المدونات والإذاعات التي أسسها القس اللوثري كريس روزبرو سنة 2008، ومدونة التمييز (Pulpit & Pen) التي أسسها القس المعمداني جي. دي. هول.

## مصطلحات فنية أخرى
منذ ثمانينيات القرن الماضي، دخل مصطلح «الأديان الجديدة» أو «الحركات الدينية الجديدة» بتمهل في الاستخدام الإنجيلي إلى جانب كلمة «طائفة». تستخدم بعض عناوين الكتب كلا المصطلحين. يعكس قبول هذه البدائل لكلمة «طائفة» في الإنجيلية خصوصًا حيث الاستخدام الأوسع لهذه اللغة في علم اجتماع الدين.

## الدفاع عن الدين
ظهر مصطلح «علم الدفاع المعاكس» لأول مرة في الأدب الإنجيلي البروتستانتي تقليدًا خاصًا في أواخر السبعينيات وأوائل الثمانينيات في مقالات كتبها رونالد إنروت وديفيد فيتشو ووالتر مارتن في «مارتن يتحدث عن الطوائف». أدى نقاش في منتصف الثمانينيات حول منهجية الاعتذار بين رونالد إنروث وجيه جوردون ميلتون، إلى دفع الأخير إلى التشدد بدرجة أكبر في منشوراته حول التمييز بين المسيحية المناهضة للطائفة وبين العلمانية المناهضة للطائفة. حث إريك بيمن ميلتون على تبني تسمية «مناهضة المسيحية المناهضة»، ومنذ أوائل التسعينات دخلت المصطلحات في الاستخدام الشعبي وأصبحت معتمدة لدى علماء الاجتماع مثل دوغلاس كاوان.
الكهنوت الإنجيلية للأديان الجديدة (EMNR) هي المنظمة العامة الوحيدة الموجودة في حركة المناهضة في الولايات المتحدة التي تأسست عام 1982 ولديها ميثاق لوزان الإنجيلي وثيقةً تحكم وتؤكد الرسالة والعلم والمسؤولية والتواصل أيضًا.

## منظمات عالمية
في حين يوجد أكبر عدد من الكهنوت المناهض في الولايات المتحدة، يوجد أيضًا في أستراليا والبرازيل وكندا والدنمارك وإنجلترا وإثيوبيا وألمانيا والمجر وإيطاليا والمكسيك ونيوزيلندا والفلبين ورومانيا وروسيا والسويد وأوكرانيا. تكشف المقارنة بين الأساليب المستخدمة في الولايات المتحدة والدول الأخرى عن بعض أوجه التشابه في التشدد، وعن فروق دقيقة أخرى أيضًا. أوجه التشابه هي أن هذه الجهات على الصعيد العالمي تشترك في اهتمام مشترك حول تبشير الناس بالطوائف والأديان الجديدة.
غالبًا ما يكون هناك أيضًا خيط مشترك لمقارنة العقائد الأرثوذكسية والمقاطع التوراتية بتعاليم المجموعات محل الخلاف. ومع ذلك، في بعض السياقات الأوروبية وفي نصف الكرة الأرضية الجنوبي، لا يتم الاعتماد على طرق المواجهة دائمًا، لكن في بعض الأحيان تتم الدعوة إلى أساليب التشاور.
تعمل مجموعة من المنظمات التي نشأت في سياق الدين المثبت في مجالات أكثر شعبية من الوعي الثقافي، خاصةً في أوروبا، إذ إن قادتهم من اللاهوتيين، وكثيرًا ما يمثلون خدمات اجتماعية تابعة للكنائس الكبيرة.